# Roman Roesinov

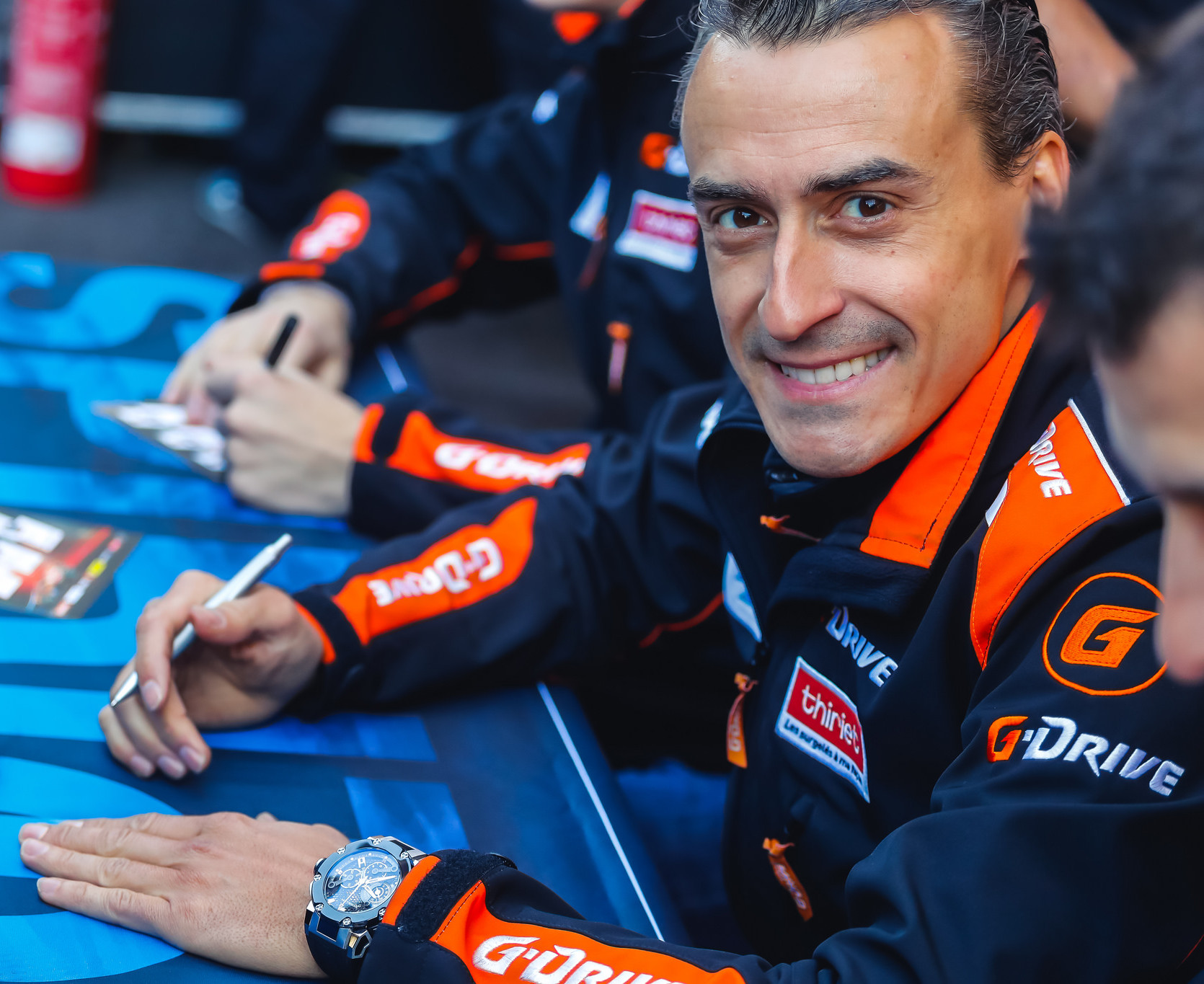
Roman Roesinov

Roman Aleksandrovitsj Roesinov (Russisch: Роман Александрович Русинов) (Moskou, 21 oktober 1981) is een Russisch autocoureur. Hij racete in de Formule 3000, Amerikaanse Le Mans en het FIA GT kampioenschap voor 2005, wanneer hij was aangesteld als een van de Russische A1GP drivers.